# ديل فينيو برو
ديل فينيو برو (بالإنجليزية: Dell Venue Pro)‏ هو هاتف ذكي من ديل يعمل بنظام ويندوز فون، تم طرحه في الأسواق في 2010.

## الخصائص
- نظام التشغيل: ويندوز فون
- الكاميرا الأمامية: 5 ميجابكسل
- الوزن: 192.78 غرام
- المعالج: 1 جيجا هرتز
- الذاكرة: 512 ميجابايت
- التخزين: 8 جيجابايت